# Politisches System Israels
Das politische System Israels ist das einer parlamentarischen, repräsentativen Demokratie. Die Staatsorgane sind nach den Grundsätzen der Gewaltenteilung voneinander getrennt. Die exekutive Gewalt wird durch die Regierung und die legislative Gewalt durch das Einkammerparlament – die Knesset – repräsentiert. An der Spitze der Judikative steht das Oberste Gericht in Jerusalem.

## Die Verfassung
Der Staat Israel hat noch keine endgültige Verfassung. Am 13. Juni 1950 beschloss die Knesset die Hariri Resolution, nach der eine Verfassung in Form von einzelnen Grundgesetzen aufgebaut werden soll. Jedes Grundgesetz soll der Knesset einzeln vorgelegt werden. Die Unabhängigkeitserklärung vom 14. Mai 1948 und die bisher erlassenen zwölf Grundgesetze ersetzen eine Verfassung. Änderungen an den einzelnen Grundgesetzen können jederzeit mit einfacher Mehrheit in der Knesset beschlossen werden.
Die zwischen 1958 und 1988 verabschiedeten neun Grundgesetze befassen sich alle mit den Institutionen des Staates Israel. Am 17. März 1992 wurden die ersten beiden Grundgesetze beschlossen, die sich mit den Grundrechten seiner Bevölkerung befassen.
| Datum             | Grundgesetz                    | Bemerkung                                                                                |
| ----------------- | ------------------------------ | ---------------------------------------------------------------------------------------- |
| 12. Februar 1958  | Die Knesset                    |                                                                                          |
| 25. Juni 1960     | Der Landbesitz                 | Der Grundbesitz ist nationales Eigentum, regelt Besitz und Übertragung von Grundstücken. |
| 16. Juni 1964     | Der Staatspräsident            |                                                                                          |
| 13. August 1968   | Die Regierung                  |                                                                                          |
| 21. Juli 1975     | Der Staatshaushalt             |                                                                                          |
| 31. März 1976     | Die Streitkräfte               |                                                                                          |
| 13. Dezember 1980 | Jerusalem Hauptstadt Israels   | Jerusalem ist die ungeteilte Hauptstadt des Staates Israel                               |
| 28. Februar 1984  | Die Judikative                 | Das Gerichtswesen                                                                        |
| 15. Februar 1988  | Der Staatskontrolleur          | Auch Ombudsmann als externe Überwachungsinstitution und Ansprechpartner                  |
| 17. März 1992     | Die Freiheit der Berufswahl    |                                                                                          |
| 17. März 1992     | Die Menschenwürde und Freiheit |                                                                                          |
| 18. Juli 2018     | Nationalstaatsgesetz           | Israel – Nationalstaat des jüdischen Volkes (Kalender, Feiertage, Amtssprache)           |

Wichtige Änderungen bestehender Grundgesetze
| Datum         | Grundgesetz   | Änderung |
| ------------- | ------------- | --- |
| 31. Juli 1985 | Die Knesset   | Eine Partei kann von den Wahlen ausgeschlossen werden, wenn sie die Existenz des Staates Israel als jüdischen Staat leugnet, seinen demokratischen Charakter ablehnt oder zum Rassismus anstiftet. |
| 18. März 1992 | Die Regierung | Einführung der Direktwahl des Ministerpräsidenten |
| 7. März 2001  | Die Regierung | Abschaffung der Direktwahl des Ministerpräsidenten |

Für ungültig erklärte Änderungen bestehender Grundgesetze
| Datum         | Grundgesetz    | Änderung |
| ------------- | -------------- | --- |
| 24. Juli 2023 | Die Judikative | Abschaffung des Kriteriums der „Unangemessenheit“ bei der gerichtlichen Überprüfung von Regierungsentscheidungen (Gekippt am 01. Januar 2024) |

## Der Staatspräsident

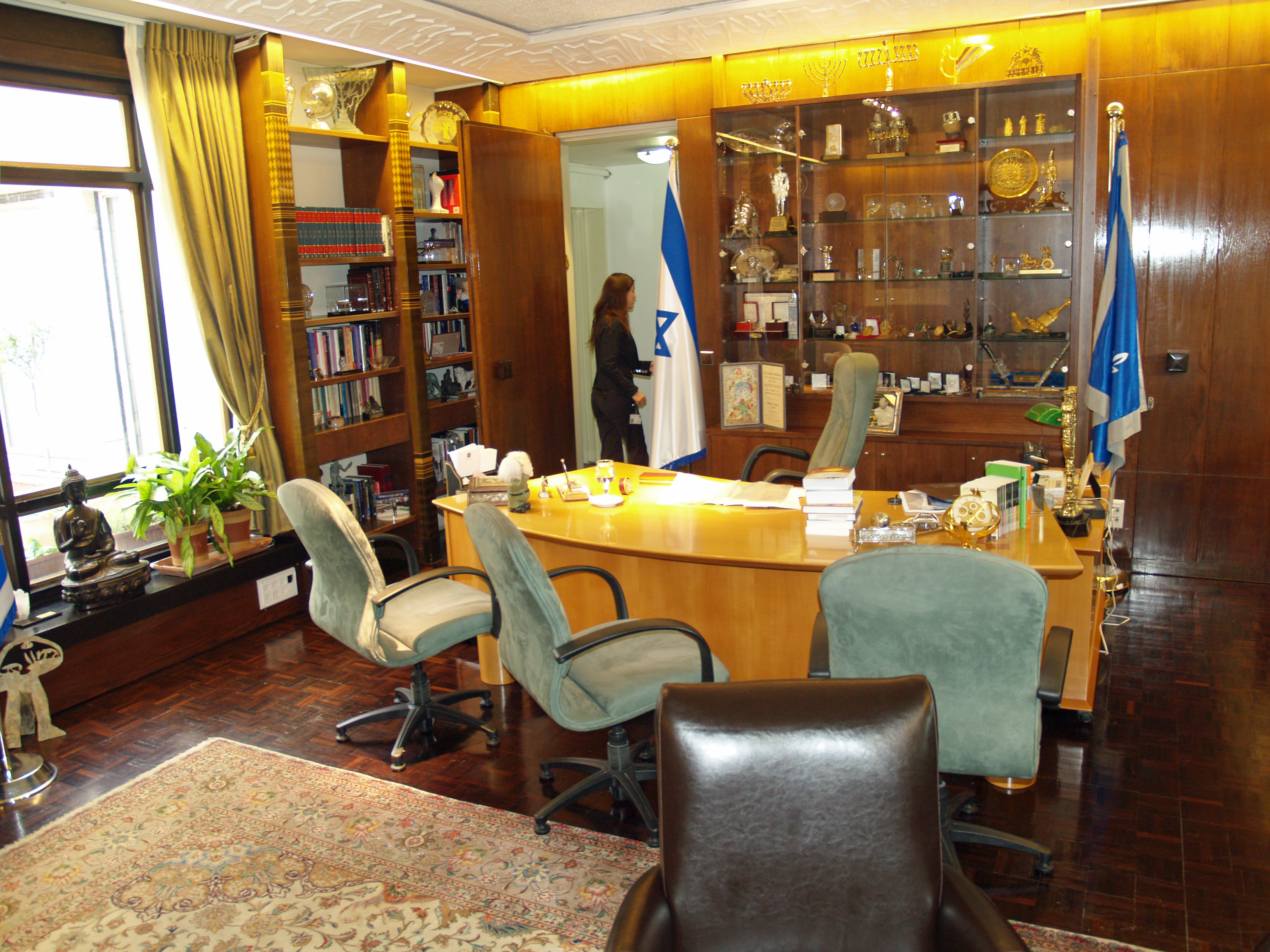
Büro des Staatspräsidenten, 2007

Der Staatspräsident (hebräisch נשיא ישראל Nasi Jisra’el) wird von der Knesset in einer geheimen Abstimmung durch eine absolute Mehrheit für eine siebenjährige Amtszeit gewählt. Eine Wiederwahl ist nicht möglich. Das Amt des Präsidenten symbolisiert die Einheit des Staates über parteipolitische Grenzen hinweg. Seine Aufgaben sind repräsentativer und formeller Art.

## Legislative – Die Knesset
Die 120 Mitglieder der Knesset werden in geheimer Wahl für vier Jahre gewählt. Die letzten Wahlen zur Knesset fanden am 1. November 2022 statt. Die allgemeinen Wahlen sehen starre Listen vor, das heißt, die Wähler stimmen nur für Parteilisten und können die Reihenfolge innerhalb der Listen nicht beeinflussen. Es gibt keine unterschiedlichen Wahlbezirke; alle Wähler stimmen für dieselben Parteilisten. Die Knesset wählt den Präsidenten und beschließt die Gesetze. Das oberste Gericht kann ein Gesetz nur aufheben, wenn es gegen die Verfassung verstößt.

## Exekutive – Die Regierung
Die israelische Regierung besteht aus dem Ministerpräsidenten (Regierungschef) und den Ministern. Sie übt die ausführende Gewalt aus und ist damit vom Vertrauen der Knesset abhängig. Die aktuelle Regierung ist seit Dezember 2022 das Kabinett Netanjahu VI. Gebildet wird eine Regierung nach Beauftragung durch den Staatspräsidenten; sie bedarf der Bestätigung durch die Knesset. Bisher wurden alle Regierungen in Israel auf der Basis einer Koalition verschiedener Parteien gebildet, da keine Partei eine ausreichende Zahl von Mandaten in der Knesset auf sich vereinigen konnte, um alleine eine Regierung zu bilden. Die Regierung bleibt in der Regel für vier Jahre im Amt. Ihr Sitz ist Jerusalem, wo der Ministerpräsident auch während seiner Regierungszeit wohnt. Beit Aghion ist seit 1972 seine Residenz.

## Die Judikative – Das Gerichtswesen

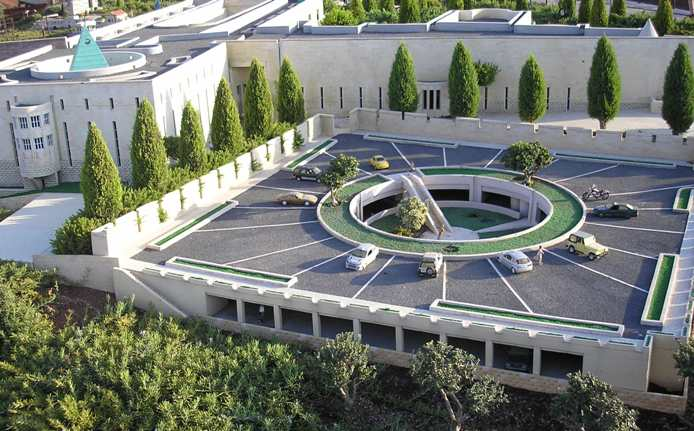
Das Gebäude des Obersten Gerichtshofes

Die Unabhängigkeit der Justiz, aufgeteilt in säkulare und religiöse Gerichte, wird durch die Grundgesetze gewährleistet.
Die Richter der säkularen Gerichte werden vom Präsidenten auf Empfehlung eines speziellen Nominationsausschusses ernannt, der sich aus den Richtern des Obersten Gerichts, Mitgliedern der Anwaltskammer und Persönlichkeiten des öffentlichen Lebens zusammensetzt. Richter werden auf Lebenszeit ernannt und treten im Alter von 70 Jahren obligatorisch in den Altersruhestand.
Die säkulare Gerichtsbarkeit ist dreistufig gegliedert: Auf der ersten und zweiten Stufe gibt es Magistrats- und Bezirksgerichte für Prozesse im Zivil- und Strafrechtsbereich sowie Jugend-, Verkehrs-, Militär-, Arbeits- und städtische Appellationsgerichte.
An der Spitze der Judikative, als höchste Berufungsinstanz, steht das Oberste Gericht mit Sitz in Jerusalem. Aus den Richtern des Obersten Gerichts bildet sich auch das „Hohe Gericht für Gerechtigkeit“ („Beit-Din Gawoah LeTzedek“ = „BaGaTz“), das je nach Bedeutung des Falles, mit drei, fünf oder sieben Richtern besetzt ist. Dieses Gericht ist die einzige und höchste Appellationsinstanz in Grundsatzfragen und bietet (ähnlich dem deutschen Bundesverfassungsgericht) die Möglichkeit, gegen die Regierung sowie aller Vertreter und Institutionen des Staates zu klagen und ihre Maßnahmen auf Rechtmäßigkeit überprüfen zu lassen, sie ggf. sogar auszusetzen.
Personenstandsfragen wie Eheschließung und Scheidung, Unterhalt, Vormundschaft und Adoption Minderjähriger fallen unter die Gerichtsbarkeit der jeweiligen Religionsgemeinschaft. Diese religiösen Gerichte sind die Rabbinatsgerichte für die jüdischen Glaubensgemeinschaften, die muslimischen Religionsgerichte (Scharia-Gerichte), die religiösen Gerichte der Drusen und die juristischen Institutionen der zehn anerkannten christlichen Gemeinschaften in Israel.
Obwohl die Legislative ausschließlich im Kompetenzbereich der Knesset liegt, hat das Oberste Gericht die Möglichkeit, die Aufmerksamkeit auf erwünschte Gesetzesänderungen zu lenken; als Oberster Gerichtshof hat das Gericht die Autorität, zu entscheiden, ob ein Gesetz mit den Grundgesetzen des Staates übereinstimmt. Im Juli 2023 verabschiedete die Knesset eine Gesetzesänderung, die als Teil einer umstrittenen Justizreform das Kriterium der „Unangemessenheit“ bei der gerichtlichen Überprüfung von Regierungsentscheidungen abschaffte. Das Oberste Gericht Israels erklärte diese Änderung am 1. Januar 2024 jedoch für nichtig.

## Der Staatskontrolleur (Ombudsmann)
Der Staatskontrolleur wird von der Knesset in einer geheimen Abstimmung für eine Amtsdauer von fünf Jahren gewählt.
Er führt die externe Finanzprüfung der öffentlichen Verwaltung durch und untersucht Legalität, Ordnungsmäßigkeit, Wirtschaftlichkeit, Effizienz und moralische Integrität aller Aktivitäten der staatlichen Behörden, der Staatsunternehmen und anderer Institutionen, die dem Staatskontrolleur zugeordnet sind.
Der Staatskontrolleur arbeitet von der Regierung unabhängig und ist der Knesset gegenüber verantwortlich. Er hat freien Zugang zu allen Rechnungsbüchern, Akten und Personalbeständen aller zugeordneten Institutionen. Der Staatskontrolleur arbeitet in Kooperation mit dem für die Kontrolle staatlicher Institutionen zuständigen Ausschuss der Knesset.
Darüber hinaus ist er per Gesetz ermächtigt, die Ausgaben und die finanziellen Verhältnisse der politischen Parteien zu prüfen.
Israel hat die Bedeutung der Kontrolle des Staates und seiner Institutionen durch eine unabhängige Instanz früh erkannt und bereits 1949 per Gesetz das Amt des Staatskontrolleurs geschaffen. Die Kontrolle des Staates durch eine unabhängige Institution ist im weltweiten Vergleich äußerst umfassend angelegt.
Seit 1971 erfüllt der Staatskontrolleur auch die Aufgabe eines Bürgerbeauftragten oder Ombudsmannes. Damit ist er auch Ansprechpartner für jeden Bürger, der gegen staatliche und öffentliche Einrichtungen eine Beschwerde vorbringen möchte.
Seit dem 15. Februar 1988 gibt es ein eigenes Grundgesetz mit Verfassungsrang über den Staatskontrolleur.
Liste der Staatskontrolleure:
1. 1949–1961: Siegfried Moses
2. 1961–1981: Yitzhak Nebenzahl, ab 1971 Ombudsmann (Kommissar für Beschwerden des Publikums)[10]
3. 1982–1987: Yitzhak Tunik
4. 1987–1988: Yaakov Malz
5. 1988–1998: Miriam Ben-Porat
6. 1998–2005: Eliezer Goldberg
7. 2005–2012: Micha Lindenstrauss[11]
8. 2012–2019: Yosef Shapira
9. seit 2019: Matanyahu Englman

## Rechtssystem
Das israelische Rechtssystem besteht aus den Gesetzen, die die Knesset erlässt, und zu Teilen aus den Verordnungen, die die britische Mandatsherrschaft bis 1948 erlassen hat, welche wiederum von der Knesset übernommen und im Einzelnen überarbeitet wurden. Die israelische Rechtsordnung lässt sich am besten als „gemischtes“ System charakterisieren, denn sie gehört zu den westlichen Rechtssystemen, wurde stark durch das angloamerikanische Recht beeinflusst, enthält aber auch Aspekte, die typisch für das bürgerliche Recht römischer Prägung sind. Zudem sind bestimmte Merkmale des Rechtssystems durch die Tatsache beeinflusst, dass Israel ein jüdischer Staat ist. Die Rechte des Obersten Gerichtshofes in der juristischen Bewertung der Gesetze der Knesset sind beschränkt. Die juristische Interpretation ist auf formelle Probleme wie die Ausführung von Gesetzen und die Gültigkeit untergeordneter Gesetzgebung begrenzt.
Im Dezember 1985 hat Israel das UN-Sekretariat darüber informiert, dass die zwingende Rechtsprechung des Internationalen Gerichtshofes nicht weiter akzeptiert werde. Das UNO-Komitee für Menschenrechte übt regelmäßig Kritik an der systematischen Diskriminierung von Palästinensern in Israel.

## Verwaltungsgliederung

### Bezirke
Das Staatsgebiet Israels ist in sechs Bezirke (hebräisch מחוזות mechozot, Singular machoz) eingeteilt. Fast alle Bezirke sind in insgesamt 15 Unterbezirke, (hebräisch נפות nafot, Singular nafa) unterteilt.
Zusätzlich wird in den offiziellen Statistiken der Militärbezirk Judäa und Samarien geführt. Dieser umfasst die besetzten Gebiete des Westjordanlandes. Dieses Gebiet gehört nicht zum Staat Israel.

### Die Kommunalverwaltung
Die Kommunalverwaltung besteht aus drei unterschiedlichen Typen: der Stadtverwaltung, der Gemeindeverwaltung und der Regionalverwaltung.

#### Die Stadtverwaltung
Eine Stadtverwaltung, hebräisch Iriyah, ist die größte Form der Kommunalverwaltung in Israel. Der Status einer Stadtverwaltung wird vom israelischen Innenminister an sich bewerbende Ortschaften vergeben, die normalerweise mehr als 20.000 Einwohner haben. Vereinzelt sind auch Ausnahmen möglich. 2008 gab es 71 Stadtverwaltungen.

#### Die Gemeindeverwaltung
Eine Gemeindeverwaltung, hebräisch מועצה מקומית Mo'atzah Mekomit, englisch local council, daher auch Lokalverband, ist eine Verwaltungseinheit für die kleineren urbanen Siedlungen und die größeren landwirtschaftlichen Ortschaften. Eine Gemeindeverwaltung hat zwischen 2000 und 20.000 Einwohnern und liegt damit in der Verwaltungsgliederung Israels zwischen Städten und ländlichen Regionalverbänden. Im Jahr 2007 bestanden in Israel insgesamt 141 Gemeindeverwaltungen.

#### Die Regionalverwaltung

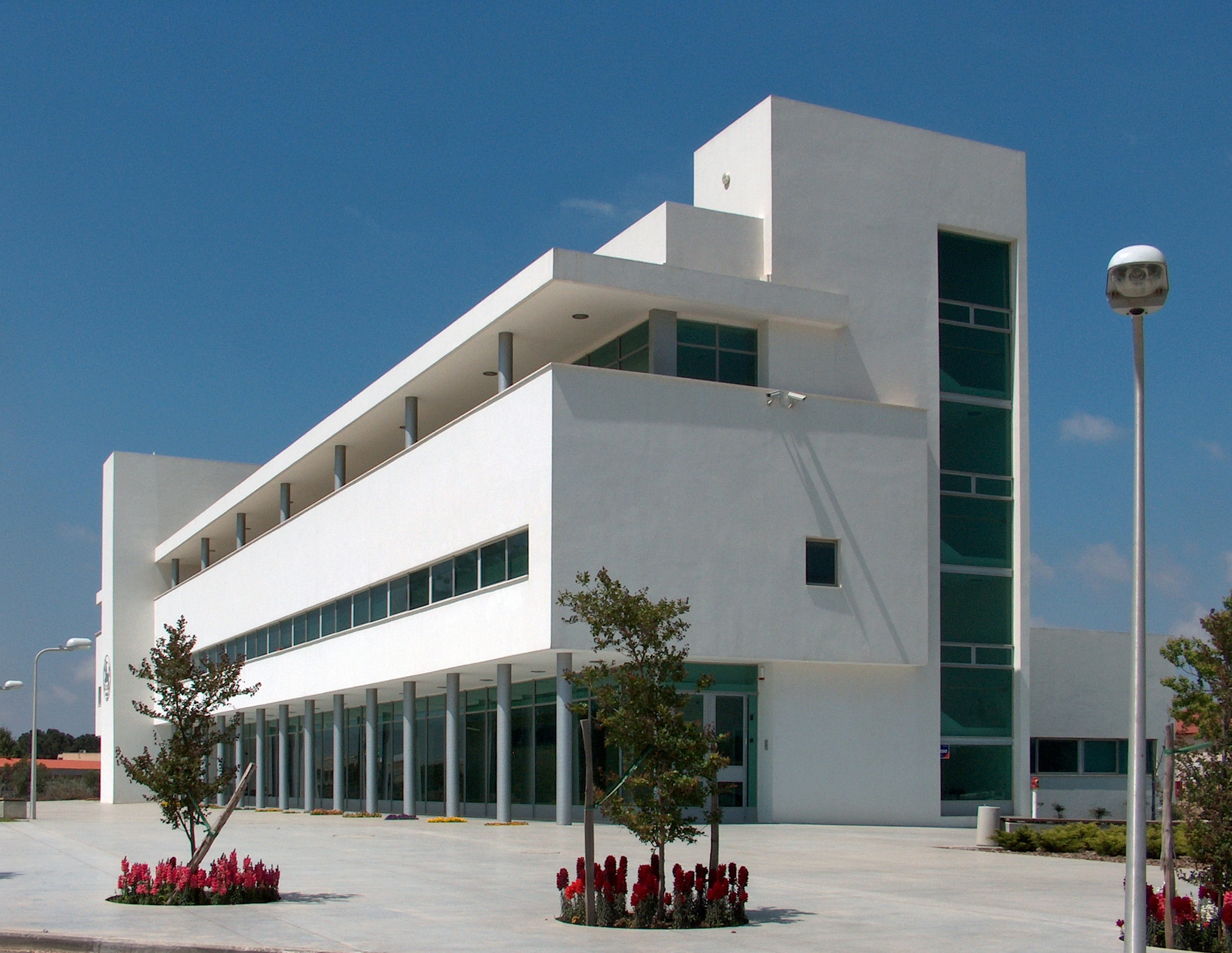
Das Büro des Regionalverbandes Menashe

Regionalverwaltungen, hebräisch אזורית Mo'atza Azorit, sind die dritte Art der Kommunalverwaltung in Israel. Dabei handelt es sich häufig um eine Verwaltung auf zwei Ebenen.
Die Regionalverwaltung ist für mehrere kleinerer Siedlungen in ländlichen Gegenden zuständig, die häufig einen eigenen Gemeindeausschuss besitzen. Die Siedlungen sind für gewöhnlich über eine größere Fläche verteilt, aber in geografischer Nähe zueinander. Die einzelnen Siedlungen innerhalb eines Regionalverbandes haben weniger als 2000 Einwohner.
Der Gemeindeausschuss einer Siedlung entsendet Abgeordnete in die Regionalverwaltung, die direkt berufen oder durch Wahl bestimmt sind, in Proportion zur Einwohnerzahl. Viele Kibbuzim und Moschawim sind Teil einer Regionalverwaltung. 2003 gab es 53 Regionalverbände in Israel.

## Politische Umgebung

### Politische Interessenverbände
- Gush Emunim, jüdische religiöse Nationalisten, die für jüdische Siedlungen in der West Bank und im Gazastreifen eintreten und einer Räumung dieser Siedlung entgegenstehen (in den 1980er Jahren aufgelöst).
- Schalom Achschaw unterstützt territoriale Zugeständnisse in der West-Bank und hat die Regierungspolitik im Libanon kritisiert.
- Das Israel Women’s Network strebt nach eigener Aussage danach, durch soziale Gleichstellung der Frauen eine bessere Gesellschaft in Israel zu fördern.[12]

### Politische Fragen
Die Hauptfragen des israelischen politischen Lebens sind:
- Der Israelisch-palästinensische Konflikt (Arabisch-Israelische Kriege)
- Die Beziehungen zwischen den jüdischen religiösen Strömungen, wie Orthodoxes Judentum; Liberales Judentum
- Die Gestaltung der jüdischen Identität des Staates Israel
- Die Wirtschaft und Handelsfragen mit anderen Staaten
- Die Integration von jüdischen Einwanderern, zum Beispiel aus Äthiopien und der ehemaligen Sowjetunion

### Mitgliedschaft in internationalen Organisationen
BSEC (Beobachterstatus), CCC, Europarat (Beobachter), CERN (als einziges Vollmitglied außerhalb Europas), EBRD, ECE, FAO, IADB, IAEO, Weltbank, ICAO, Internationale Handelskammer, ICFTU, IDA, IFAD, IAO, IMF, International Maritime Organization, Inmarsat, Intelsat, Interpol, IOC, IOM, ISO, ITU, OAS (Beobachterstatus), OPCW, OSZE (Partner), PCA, UN, UNCTAD, UNESCO, UNHCR, UNIDO, UPU, WHO, WIPO, World Meteorological Organization, Welthandelsorganisation, Welttourismusorganisation.